# Lesmesodon edingeri
Espèce
Synonymes
- Proviverra edingeri Springhorn, 1982 - protonyme

Lesmesodon edingeri est une espèce fossile de la famille des Hyaenodontidae qui a vécu lors de l'Éocène. Ses restes fossiles ont été mis au jour dans le site fossilifère de Messel, en Allemagne.